# Bravetown
Bravetown è un film del 2015 diretto da Daniel Duran.
La vicenda narrata riguarda l'esperienza di crescita di un giovane problematico che, trapiantato suo malgrado in una comunità distante e un po' ostile, si scopre capace di aiutare gli altri. Il film presenta molti pezzi di danza di gruppo, stile gara tra crew.

## Trama
Josh Harvest è un talentuoso disc jockey che vive a New York, senza il padre, e in perenne conflitto con la problematica madre. Nel corso di una serata in discoteca resta vittima di un'overdose da sostanze sintetiche. Ricoverato, non subisce particolari conseguenze fisiche ma, avendo anche altri piccoli precedenti, è sottoposto a giudizio. In quanto minorenne il giudice sospende la carcerazione a patto che il ragazzo accetti una terapia di dodici mesi da impartirsi presso la dimora del padre.
Forzato ad accettare, Josh, lasciata la madre dopo l'ennesimo litigio, parte così per il Dakota del Nord dove ad accoglierlo c'è quel padre che lui non ha mai visto prima e con il quale non ha nessuna intenzione di creare una relazione.
Nella realtà della piccola cittadina di provincia Josh non si sente a suo agio, finché, attraverso la musica, riesce a farsi apprezzare aiutando con profitto la squadra di ballo del suo nuovo liceo. Josh è molto attratto dalla leader del gruppo, Mary che, come lui, è però molto restia a parlare della propria famiglia e ad aprirsi. Mary ha un fratello minore ed è stata abbandonata da piccola dal padre. Il fratello maggiore Robert è morto in una missione militare e la cosa ha segnato soprattutto la madre, profondamente depressa.
Con l'aiuto del dr. Weller, Josh si scopre disposto a fare qualcosa per alleviare le sofferenze di persone che, e sono tante in questa comunità, hanno perso dei cari mentre servivano la patria. Paradossalmente tra questi c'è proprio il terapista che ha perso il suo migliore amico ed ora non riesce a ricucire il rapporto con la famiglia di questi che lo ritiene responsabile della sua morte.
Scoperto che l'amico del dr. Weller era proprio il fratello di Mary, Josh, sempre con l'aiuto della sua musica e dei balli studenteschi, riesce a riavvicinare le parti capendo che per gli altri, come per sé, è importante aprirsi e condividere i propri problemi.

## Produzione
In corso di produzione il film aveva come titolo provvisorio Strings.
Le riprese si sono svolte nell'estate del 2013 a Winnipeg e Selkirk nel Manitoba.

## Distribuzione
Il film ha avuto una distribuzione limitata negli Stati Uniti a partire dall'8 maggio 2015, da quando è stato inserito anche come proposta video on demand.